# Magma (Mathematik)
In der Mathematik ist ein Magma (neutrum, Mehrzahl Magmen oder Magmata) eine algebraische Struktur, bestehend aus einer Menge von Elementen zusammen mit einer Verknüpfung zweier beliebiger Elemente dieser Menge, die wiederum ein Element aus dieser Menge ergibt. Es wird auch Gruppoid, manchmal Binar oder Operativ genannt. Weitere Anforderungen an die Struktur eines Magmas werden nicht gestellt. Der Begriff wurde 1926 von dem deutschen Mathematiker Heinrich Brandt als Gruppoid entwickelt. Das Wort Magma hierfür wurde dann 1964 vom französischen Mathematiker Jean-Pierre Serre in seinen Vorlesungen an der Harvard University verwendet. Im Französischen bedeutet Magma – zwar veraltet, aber gebräuchlich – sinngemäß „wirres, unauflösbares Gemisch“, „Gemenge abstrakter Dinge“ und soll somit sinnbildlich für diese algebraische Struktur stehen. Dieser von Jean-Pierre Serre gewählte Begriff wurde in die 1974 erschienene Auflage des Standardwerks Algebra I vom französischen Autorenkollektiv Nicolas Bourbaki übernommen und hat sich dadurch in Fachkreisen etabliert.
Eine Verallgemeinerung des Magmas ist das Pseudo-Magma, in dem die Verknüpfung nicht mehr auf der ganzen zugrundeliegenden Menge erklärt sein muss, also partiell sein kann.

## Definitionen

### Magma
Ein Magma ist ein Paar {\displaystyle (M,*),} bestehend aus einer Menge {\displaystyle M} (der Trägermenge) und einer zweistelligen inneren Verknüpfung 
{\displaystyle *\,\colon \,M\times M\rightarrow M.}
Für {\displaystyle a*b}, die Verknüpfung zweier Elemente {\displaystyle a,b\in M}, schreibt man auch kurz {\displaystyle ab}. Ist die Verknüpfung aus dem Kontext klar, bezeichnet man auch die Menge {\displaystyle M} als Magma.
Die leere Menge {\displaystyle \emptyset } kann auch als Trägermenge {\displaystyle M} zugelassen werden; das Paar {\displaystyle (\emptyset ,\emptyset )} ist auf triviale Weise ein Magma.
Ist die Verknüpfung kommutativ, so heißt das Magma kommutativ oder abelsch; ist sie assoziativ, so heißt das Magma assoziativ oder Halbgruppe.

### Untermagma
Sei {\displaystyle (M,*)} ein Magma. Eine Teilmenge {\displaystyle U\subseteq M} heißt Untermagma von {\displaystyle M}, wenn {\displaystyle U} abgeschlossen ist bezüglich {\displaystyle *}, d. h., es gilt
{\displaystyle a*b\in U} für alle {\displaystyle a,b\in U}.
Wie der Name suggeriert, wird {\displaystyle U} selbst zum Magma durch die Einschränkung der vererbten Verknüpfung, d. h.
{\displaystyle *|_{U\times U}\colon U\times U\rightarrow U}.
{\displaystyle M} nennt man dann auch Obermagma von {\displaystyle U}.
Ein beliebiger Durchschnitt von Untermagmen ist ein Untermagma. Damit bilden Untermagmen ein Hüllensystem:
Jede Teilmenge {\displaystyle U\subset M} eines Magmas ist enthalten in einem kleinsten Untermagma, das {\displaystyle U} enthält. Dieses Untermagma {\displaystyle \langle U\rangle } heißt von {\displaystyle U} erzeugt und ist gegeben durch
{\displaystyle \langle U\rangle =\bigcap _{A\leq M,\,U\subseteq A}A},
wobei {\displaystyle A\leq M} die Kurzschreibweise für „{\displaystyle A} ist Untermagma von {\displaystyle M}“ ist.

## Beispiele

### Magmen, die keine Halbgruppen sind
Die folgenden Beispiele sind Magmen, die keine Halbgruppen sind:
- {\displaystyle (\mathbb {Z} ,-)}: die ganzen Zahlen mit der Subtraktion
- {\displaystyle (\mathbb {R} \setminus \{0\},/)}: die reellen Zahlen ungleich {\displaystyle 0} mit der Division
- Die natürlichen Zahlen mit der Exponentiation, also mit der Verknüpfung {\displaystyle a*b=a^{b}}
- Die reellen Zahlen mit der Bildung des arithmetischen Mittels als Verknüpfung
- Alle Gleitkommadarstellungen (Gleitkommazahl) zu beliebigen Basen, Exponenten- und Mantissenlängen mit der Multiplikation (×) sind echte, unitäre, kommutative Magmen wenn man (der Abgeschlossenheit wegen) die ±∞, ±∞ × 0 und 0 × ±∞ (NaNs) hinzunimmt. So ist die Gleitkommamultiplikation weder assoziativ noch besitzt sie im Allgemeinen ein eindeutiges Inverses, auch wenn beides für einige Fälle tatsächlich gilt.
- Endliche Magmen werden oft mit Verknüpfungstafeln dargestellt, z. B. für das Magma {\displaystyle A=(\{a,b,c,d\},*)}:

| {\displaystyle *} | a | b | c | d |
| ----------------- | - | - | - | - |
| a                 | a | b | c | a |
| b                 | c | d | b | c |
| c                 | c | a | a | c |
| d                 | a | d | d | b |

Die Verknüpfung {\displaystyle *} in diesem Beispiel ist nicht assoziativ, wie das folgende Beispiel zeigt: {\displaystyle (b*c)*a\neq b*(c*a)}.

### Beispiele für Pseudo-Magmen
Die folgenden Beispiele sind keine Magmen, da die angegebene Verknüpfung nicht für alle möglichen Werte definiert ist (sie sind also Pseudo-Magmen):
- Die natürlichen Zahlen mit der Subtraktion.
- Die reellen Zahlen mit der Division.
- Alle Gleitkommamultiplikationen ohne NaNs oder ±∞.

### Beispiele für Untermagmen
Beispiele für Untermagmen sind
- Für jedes Magma sind das leere und das ganze Magma stets Untermagmen von sich selbst.
- {\displaystyle (\mathbb {Q} \setminus \{0\},/)} (die rationalen Zahlen ungleich {\displaystyle 0} mit der Division) ist ein Untermagma von {\displaystyle (\mathbb {R} \setminus \{0\},/)} (siehe oben).
- Das Magma {\displaystyle B=(\{a,c\},\circ )} mit folgender Verknüpfungstafel ist Untermagma des oben genannten Magmas {\displaystyle A=(\{a,b,c,d\},*)}:

| {\displaystyle \circ } | a | c |
| ---------------------- | - | - |
| a                      | a | c |
| c                      | c | a |

## Spezielle Magmen
Die Grundmenge ist unter einer inneren Verknüpfung per Definition abgeschlossen. Ansonsten muss ein Magma keinerlei weitere Eigenschaften haben. Durch Hinzunahme zusätzlicher Bedingungen werden speziellere Strukturen definiert, die alle wiederum Magmen sind.
- Mediales Magma: ein Magma, in dem für alle Elemente die Gleichung {\displaystyle (a*b)*(c*d)=(a*c)*(b*d)} gilt. Nach dem Eckman-Hilton-Argument ist ein mediales Magma mit neutralem Element bereits ein abelscher Monoid
- Moufang-Magma: Ein Magma, in dem die Moufang-Identität {\displaystyle (a*(b*c))*a=(a*b)*(c*a)} gilt.

Darüber hinaus gibt es besondere Magmen, die ihrerseits mit weiteren Eigenschaften bis hinauf zur Gruppe spezialisiert werden können. Dafür gibt es zwei „Pfade“:
- Ein assoziatives Magma, in dem also {\displaystyle a*(b*c)=(a*b)*c} gilt, ist eine Halbgruppe. Eine Halbgruppe mit einem neutralen Element ist ein Monoid. Ein Monoid, in dem jedes Element ein inverses Element besitzt, ist eine Gruppe.
- Ein Magma, in dem alle Gleichungen der Form {\displaystyle ax=b} oder {\displaystyle xa=b} immer und eindeutig nach {\displaystyle x} auflösbar sind, heißt Quasigruppe. Eine Quasigruppe {\displaystyle Q} hat die Inverseneigenschaft, wenn es zu {\displaystyle a,b\in Q} genau ein {\displaystyle a^{-1}\in Q} mit {\displaystyle a^{-1}(ab)=b=(ba)a^{-1}} gibt. Eine Quasigruppe mit neutralem Element ist ein Loop. Ein assoziativer Loop (es reicht auch, eine Quasigruppe zu sein) mit Inverseneigenschaft ist eine Gruppe.

Als davon ausgehende Spezialisierung ist eine abelsche Gruppe eine Gruppe, deren Verknüpfung kommutativ ist.

## Homomorphismen
Sind {\displaystyle (A,\star ),(B,\circ )} zwei Magmen, so heißt eine Abbildung {\displaystyle f\colon A\rightarrow B} ein (Magmen-)Homomorphismus, wenn für alle {\displaystyle a,a'\in A} gilt:
{\displaystyle f(a\star a')=f(a)\circ f(a')}.

### Eigenschaften
- Ist {\displaystyle A=B}, so heißt {\displaystyle f\colon A\rightarrow A} Endomorphismus.
- Ist ein Homomorphismus {\displaystyle f\colon A\rightarrow B} als Abbildung bijektiv, so ist die Umkehrabbildung automatisch ebenfalls ein Homomorphismus. In diesem Fall heißt {\displaystyle f} ein Isomorphismus.
- Ein Isomorphismus {\displaystyle f\colon A\rightarrow A} eines Magma auf sich selbst, also einen Iso- und Endomorphismus, nennt man kurz Automorphismus.

Für alle Magmen gilt:
- Die Identität {\displaystyle id_{\rm {A}}} auf einem Magma {\displaystyle (A,\star )} ist stets ein Endomorphismus {\displaystyle f\colon A\rightarrow A}, denn {\displaystyle f(a\star a)=a\star a=f(a)\star f(a)}.
- Die Verkettung von Homomorphismen ist wieder ein Homomorphismus, denn {\displaystyle f\circ g(a\star b)=f(g(a\star b))=f(g(a)\circ g(b))=f(g(a))\diamond f(g(b))} bei geeigneten Quell- und Zielmagmen.

Also bilden Magmen als Objekte mit den Homomorphismen zwischen ihnen als Morphismen eine Kategorie.

#### Beispiele
Für bestimme Fälle von Quelle oder Ziel kann man einige oder alle Homomorphismen zudem angeben:
- Hat ein Magma {\displaystyle E=(\{e_{0}\},\circ )} nur ein Element, so gibt es von jedem Magma {\displaystyle (A,\star )} offenbar genau einen Homomorphismus {\displaystyle f\colon A\rightarrow E} definiert durch {\displaystyle a\mapsto e_{0}} für alle {\displaystyle a\in A}.

Das Magma {\displaystyle E} ist mit {\displaystyle e_{0}\circ e_{0}=e_{0}} außerdem kommutativ und sogar eine abelsche Gruppe.
- Andersherum gibt es einen Homomorphismus {\displaystyle g\colon E\rightarrow A} nur und genau dann, wenn {\displaystyle g(e_{0})\in A} idempotent ist, d. h. {\displaystyle g(e_{0})\star g(e_{0})=g(e_{0})}. Ist {\displaystyle A} ein Loop, muss also {\displaystyle g(e_{0})} schon das neutrale Element in {\displaystyle A} sein.
- Die Inklusion eines Magmas in ein Obermagma ist immer ein Homomorphismus.

## Freies Magma
Analog zu anderen algebraischen Strukturen und ihren freien Formen ist auch hier die Idee, auf Basis einer gegebenen Menge an „Basiselementen“ ein Magma zu konstruieren, das möglichst natürlich ist, und zwar so, dass keinerlei Restriktionen an dieses Magma gestellt werden (daher der Name frei).
Etwas konkreter nehmen wir an, wir haben eine Menge {\displaystyle X}, die wir „zum Magma machen“ wollen. Wir nennen dieses Magma {\displaystyle (F_{X},*)} und nehmen an, dass – auf eine Weise – {\displaystyle X\subseteq F_{X}}. Wir definieren die Verknüpfung {\displaystyle *} so, dass für {\displaystyle x,y\in F_{X}} das Element {\displaystyle x*y} etwas „Neues“ ist bzw. „noch keinen Namen hat“; sprich, es heißt einfach: {\displaystyle x*y}. Das deckt sich mit der Intuition der freien Gruppe: Jedes Element des freien Magmas soll auf genau eine Weise mit den Elementen von {\displaystyle X} darstellbar sein.
Auf diese Weise erhalten wir immer neue, unendlich viele Elemente, sodass freie Magmen die „größten“ Magmen sind, nämlich so, dass jedes Magma sich als Quotient eines freien Magmas schreiben lässt.
Genauso, wie die freie Gruppe auf einem Element also bereits {\displaystyle \langle a\rangle \cong \mathbb {Z} } isomorph zu den ganzen Zahlen ist, ist auch das freie Magma auf allein einem Element schon unendlich.

### Formale Definition
Möglichst elegant ist eine rigorose Definition des freien Magmas wohl über formale Sprachen möglich. Freie Magmen sind aber nur bis auf Isomorphie eindeutig.
Sei {\displaystyle X} wie gehabt eine beliebige Menge. Betrachte das Alphabet {\displaystyle \Sigma =X\cup \{\ )\,,\,(\ \}} und darüber die Menge aller (endlichen) Wörter {\displaystyle \Sigma ^{*}}, d. h. zum Beispiel {\displaystyle ((xxx))} oder auch {\displaystyle ((((xx((((}, jeweils für ein {\displaystyle x\in X}.
Die Sprache (also die Teilmenge aller Wörter) {\displaystyle F_{X}} sei durch folgenden Kalkül definiert:
- {\displaystyle {\frac {}{x}}} für alle {\displaystyle x\in X}, d. h. alle Wörter, die nur aus einem Element der Basismenge bestehen sind ableitbar

- {\displaystyle {\frac {v\quad w}{(vw)}}}, also ist für {\displaystyle v,w} ableitbare Wörter auch das Wort {\displaystyle (vw)} ableitbar

Die Menge {\displaystyle F_{X}} besteht also aus allen Zeichenfolgen (Wörtern), die durch endliche Anwendung dieser beiden Regeln (Ableitung) erzeugt werden können.
Für die Verknüpfung definieren wir
{\displaystyle v*w:=(vw)\in F_{X}} für {\displaystyle v,w\in F_{X}}.
{\displaystyle F_{X}} ist gerade so definiert, dass es unter dieser Verknüpfung abgeschlossen ist, {\displaystyle *} also wohldefiniert ist.
Da in einem Magma keine weiteren Anforderungen an die Verknüpfung gestellt werden, ist {\displaystyle (F_{X},*)} damit ein Magma. Über die natürliche Inklusion {\displaystyle X\ni x\mapsto x\in F_{X}}, indem also das Element der Menge auf das einelementige Wort abgebildet wird, ist {\displaystyle X\subseteq F_{X}}.
Da der oben beschriebene Kalkül eindeutig ist, kann man Elementen des freien Magmas auch einen Grad zuordnen:
- {\displaystyle x,y,z,\ldots \in X} haben Grad 1
- {\displaystyle (xx),(xy),(yy),\ldots } haben Grad 2
- {\displaystyle (x(xx)),((xx),(xx)),((xy)z),\ldots } haben Grad 3
- usw.

Jedes Magma, das zu dem hier konstruierten isomorph ist, heißt freies Magma über (oder auf) {\displaystyle X}. Man schreibt {\displaystyle F_{X}} oder {\displaystyle \langle X\rangle }, bei endlicher Basis {\displaystyle X=\{\,x_{1},\ldots ,x_{n}\}} auch {\displaystyle \langle x_{1},\ldots ,x_{n}\rangle }.

### Darstellung durch freie Magmen
Analog zu Gruppen ist auch jedes Magma isomorph zu einem Quotienten eines freien Magmas (Darstellung oder Repräsentierung), aber genauso wenig eindeutig.
Sei {\displaystyle (M,\cdot )} ein Magma. Ein Weg, dieses Magma darzustellen, ist, indem man auf {\displaystyle F_{M}} (dem freien Magma über {\displaystyle M}) eine Äquivalenzrelation erzeugt durch
{\displaystyle (xy)\sim x\cdot y}.
Auf diese Weise ist die kanonische Inklusion ein Magmaisomorphismus {\displaystyle M\cong F_{M}/\sim }.
In den allermeisten Fällen ist diese Darstellung jedoch völlig übertrieben insofern, dass man das freie Magma von einer viel kleineren Menge erzeugen kann. Ist {\displaystyle M} zum Beispiel selbst ein freies Magma, kann man auch {\displaystyle M\cong M/\sim _{0}} wählen, wobei {\displaystyle \sim _{0}} die von der leeren Menge erzeugte Äquivalenzrelation ist.
Dabei ist zu beachten, dass im Gegensatz zu Gruppen die Relation, durch die das freie Magma geteilt wird, eventuell deutlich sperriger aufgeschrieben werden muss. Während zum Beispiel die abelsche freie Gruppe auf zwei Elementen sowohl
{\displaystyle \langle a,b\mid ab=ba\rangle } als auch z. B. {\displaystyle \langle a,b\mid aba^{-1}b^{-1}=e\rangle }
heißen kann, ist die zweite Form bei Magmen mangels Inversen und neutralem Element nicht möglich, und es müssten Klammern gesetzt werden, um die Reihenfolge der Operationen zu beschreiben. Es kann also dennoch ratsam sein, ein Magma über eine Verknüpfungstafel o. Ä. anzugeben.